# Tripoli (film, 1950)
Pour les articles homonymes, voir Tripoli.
Pour plus de détails, voir Fiche technique et Distribution.
Tripoli est un film américain réalisé par Will Price et sorti en 1950.

## Synopsis
En 1805, les États-Unis déclarent la guerre aux pirates qui opèrent au large de Tripoli, obligeant les navires marchands à payer un droit de passage. 

Le lieutenant O'Bannion et ses hommes vont participer à l'opération. Pendant que des troupes arriveront par le désert pour prendre possession du port de Derna, proche de Tripoli, des navires de la marine bloqueront la route maritime. 
 Pour que cette manœuvre réussisse, les Américains ont besoin du concours de Hamet Karamanly, l'ancien roi détrôné par son frère. Une Française, la Comtesse D'Arneau, à laquelle Hamet fait la cour, ne se donne pas à lui en espérant que cela l'incitera à la demander en mariage. Lorsque cette courtisane et le lieutenant O'Bannion se rencontrent, une certaine attirance mutuelle se fait jour. Les tactiques amoureuses se mêlent alors aux tactiques militaires.

## Fiche technique
- Titre original : Tripoli
- Réalisation : Will Price
- Scénario : Winston Miller d'après une histoire de Will Price et Winston Miller
- Production : William H. Pine et William C. Thomas
- Société de production : Paramount Pictures et Pine-Thomas Productions
- Musique : Lucien Cailliet
- Photographie : James Wong Howe
- Montage : Howard A. Smith
- Direction artistique : Lewis H. Creber
- Décors : Alfred Kegerris
- Costumes : Yvonne Wood
- Chorégraphe : Bella Lewitzky
- Pays d'origine : États-Unis
- Format : Couleur (Technicolor) - 35 mm - 1,37:1 - Son : Mono (Western Electric Recording)
- Genre : Film d'aventure
- Durée : 95 minutes
- Date de sortie :
  - États-Unis : 9 novembre 1950

## Distribution
- John Payne : Lieutenant O'Bannion
- Maureen O'Hara : Comtesse D'Arneau
- Howard Da Silva : Capitaine Demetrios
- Phillip Reed : Hamet Karamanly
- Grant Withers : Sergent Derek
- Lowell Gilmore : Lieutenant Tripp
- Connie Gilchrist : Henriette
- Alan Napier : Khalil
- Herbert Heyes : Général Eaton
- Alberto Morin : Il Taiib
- Emil Hanna : Interprète
- Grandon Rhodes : Commandant Barron
- Frank Fenton : Capitaine Adams